# Афінські гербові монети
Афінські гербові монети або монети з гербом (нім. Wappenmünzen) — термін на позначення найдавніших афінських срібних монет (дідрахм та інших номіналів) із зображеннями, як вважали раніше, гербів відомих афінських родин. Хоча це тлумачення згодом спростували, у нумізматиці термін продовжують використовувати. Гербові монети карбували в Афінах у період між 570 і 510 роками до нашої ери. За іншими припущеннями, відлік треба вести від 550 року до н. е., коли Пісістрат почав карбування монет.

## Походження назви
На відміну від інших тогочасних монетних дворів, в Афінах карбували монети з різними мотивами на аверсі. На думку Коліна Креея, правитель Афін Пісістрат дозволив окремим родинам брати участь у карбуванні монет, щоб отримати від них політичну підтримку. Це припущення пояснює велику кількість мотивів і короткий час їхнього карбування.
Зображення, обрамлені по колу лінією, були подібні до знаків розпізнавання на щитах воїнів, відомих з аттичних ваз. Це дало підстави досліднику Карлу Зельтману припустити, що на монетах — герби провідних афінських сімей, яким дозволили карбувати монети. Тому вчені називали їх «гербовими монетами». Термін все ще продовжують використовувати, хоча це тлумачення вже не прийнято.

## Афінські монети

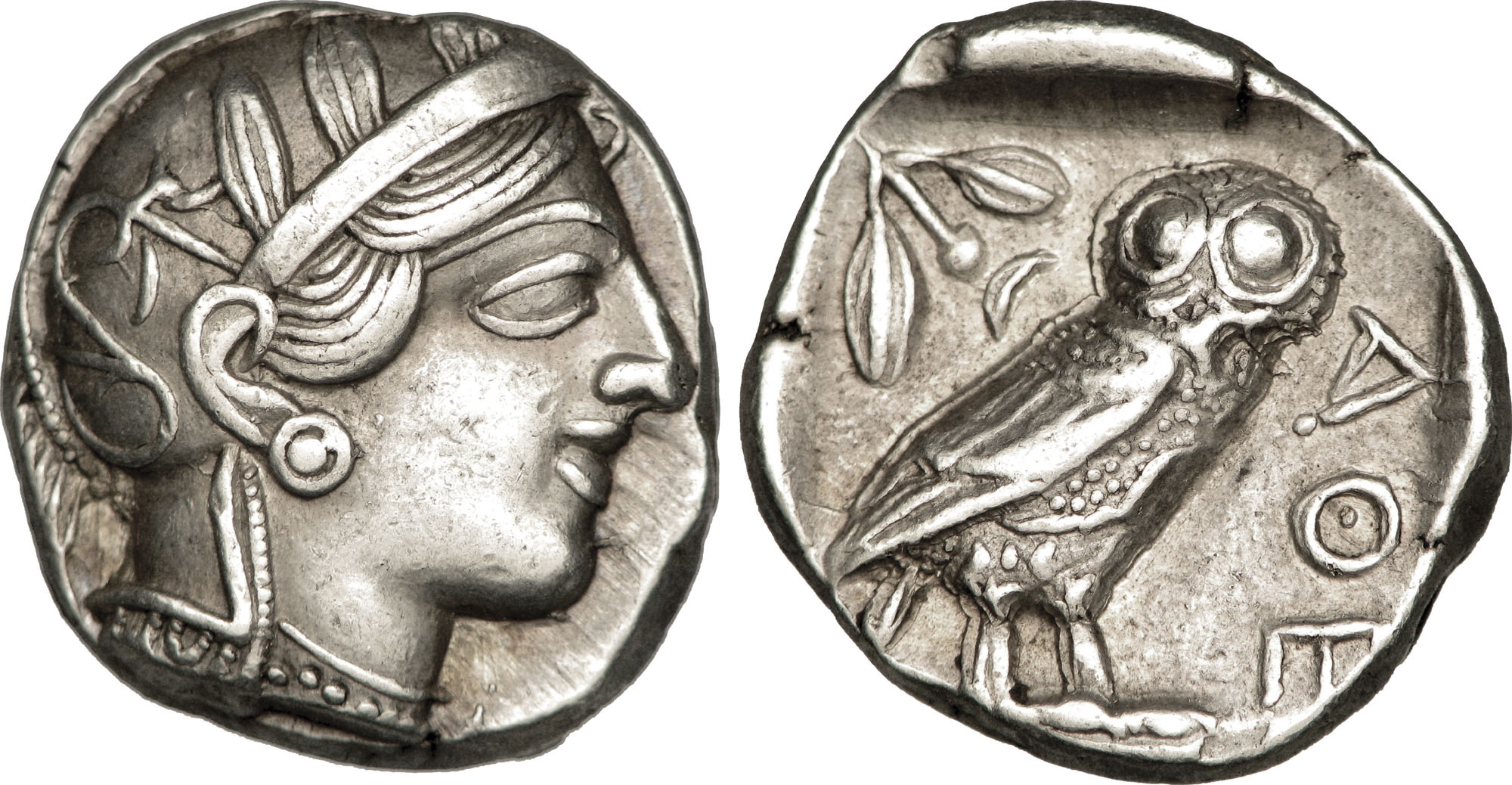
Аттична монета з Афіною та совою замінила гербові монети

Перші монети, які карбували в Лідії, датуються VII століттям до н. е. Монети швидко зарекомендували себе як засіб платежу, який легко транспортувати. Близько 570 року до нашої ери карбувати монети почали і в центральній Греції. 
У гербових монет немає афінської легенди, але вони без сумніву пов'язані з Афінами, оскільки всі археологічні знахідки зосереджені в Аттиці та навколо неї. Афінські срібні копальні в Лавріоні дозволили місту карбувати велику кількість власних монет. Гербові монети мають однакову монетну стопу, матеріал, стандартну вагу і квадратну вставку (розділений по діагоналі quadratum incusum) на реверсі. Використання однієї реверсної матриці з різними мотивами на аверсі дозволяє зробити висновок, що монети випускали на одному монетному дворі.
Афіняни використовували їх для різних справ, таких як торгівля та позика. Але більшість монет архаїчної і класичної доби мали високу вартість і не відігравали суттєвої ролі в повсякденних операціях. У значній частині Греції все ще обходилися без дрібних монет або грошей взагалі. Натомість гроші були важливішими для заморської торгівлі.
Карбування монет в Афінах тісно пов'язане з економічним піднесенням міста. Коли Афіни стали важливим торговим центром і мали великий експорт товарів (оливкова олія, вишукана кераміка), гербові монети залишалися досить непопулярними серед торговців через те, що їх було важко розпізнати. В останній третині VI століття влада ухвалила рішення про створення валюти єдиного стандарту.
Численні аверсні мотиви гербових монет були замінені на зображення голови Афіни, а квадратну вставку на реверсі — на сову, найважливіший атрибут міської богині. На монеті вперше з'явилася назва міста, явно адресована для іноземних торговельних партнерів, оскільки для місцевого використання це було зайвим. У таких містах, як Егіна та Коринф ще до Афін була стабільна грошова система з чітко визначеним типом. Вигнання персів з Греції близько 479 року до н. е. стало результатом зростання Афін. У цей період збільшується видобуток срібла, розширюється порт Пірей. Ці фактори та рішення запровадити єдину монету «Афіна» поклали край карбуванню гербових монет і сприяли зростанню нових афінських грошей в міжміській торгівлі в Стародавній Греції.

## Мотиви

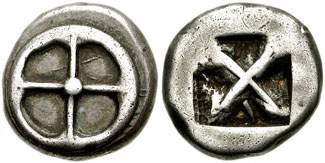
Афінська драхма, 545—510 роки до н. е.

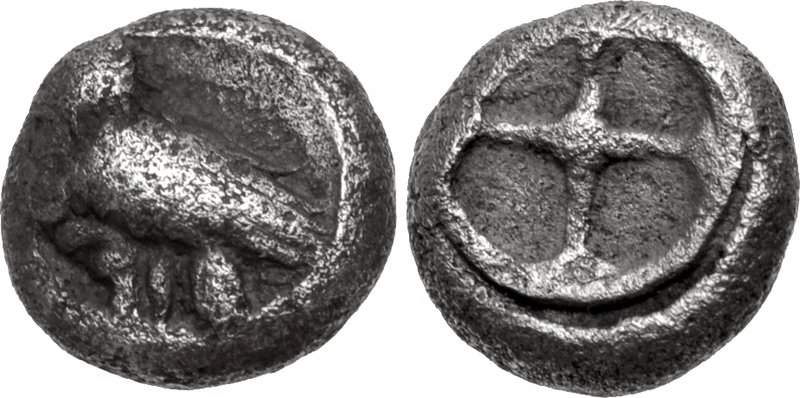
Сова (аверс), геміобол, 515-510 роки до н. е.

На гербових монетах представлені різні зображення: амфора, трискеліон, протома коня, звернена ліворуч, задня частина коня, звернена праворуч, астрагал, кінь з вуздечкою та сова, які обведені круговою лінією. Інші типи, такі як колесо з радіальними спицями, бичача голова та горгонейон, не мають такого обідка.
Монетні зображення свідчать про зв'язок із Панафінейськими іграми та богинею міста Афіною з її атрибутами:
- кінь, колеса колісниці — перегони колісниць
- трискеліон — змагання з бігу
- амфора (наповнена оливковою олією) — приз переможцю від Афіни
- бичача голова — жертва Афіні
- горгонейон — відрубана голова Медузи, яку Афіна носить на своєму щиті як засіб захисту.

Останнім типом, який використовувався на аверсі до появи монети «Афіна», був горгонейон. Паралельно із цим типом відбулися зміни в технології виготовлення. На зворотному боці горгоніона зображено quadratum incusum із головою лева з двома лапами. Це перший зразок реверсу на аттичних монетах. Причини вибору голови лева не з'ясовані.